# Lateralidade e orientação sexual
Uma relação entre destreza manual e orientação sexual foi sugerida por vários pesquisadores, que relatam que indivíduos heterossexuais têm mais probabilidade de serem destros do que indivíduos homossexuais.
A relação entre a destreza manual e a orientação sexual foi sugerida em ambos os sexos e pode refletir a etiologia biológica da orientação sexual; o trabalho de Ray Blanchard vinculou a relação ao efeito da ordem de nascimento fraterna, o que sugere que um homem com vários irmãos biológicos mais velhos tem maior probabilidade de ser homossexual.
O psicólogo Chris McManus e uma equipe de pesquisadores analisaram a relação com a homossexualidade e concluíram:
Muitos estudos nas décadas de 1980 e 1990 perguntaram se havia alguma relação com a destreza, e nós, como outros, concluímos que não havia. No entanto, uma meta-análise de 20 estudos, incluindo o nosso, com um total de 6182 homens homossexuais alterou essa situação, homossexuais masculinos tendo uma probabilidade significativamente maior de serem canhotos. Os estudos anteriores falharam principalmente por serem muito pequenos, um estudo típico tendo cerca de 300 homens homossexuais e, portanto, sendo subpoderosos. Isso foi posteriormente confirmado no grande estudo da BBC Internet sobre sexo e sexualidade, onde 4616 homossexuais masculinos mostraram um excesso significativo de canhotos, com um efeito semelhante encontrado nas homossexuais femininas de 2008.— McManus, Chris Brain and Neuroscience Advances (2019)

## Estudos

### Lalumièreet al., meta-análise de 2000
Lalumière et al. conduziu uma meta-análise de 20 estudos com um total de 6.987 homossexual e 16.423 participantes heterossexuais. Eles descobriram que os homens homossexuais tinham 34% mais probabilidades de não serem destros, e as mulheres homossexuais tinham 91% mais probabilidades (39% no total).

### Williamset al, 2000
Em um estudo envolvendo 382 homens (278 homossexual e 104 heterossexual) não houve associação significativa entre a destreza manual e a orientação sexual.

### Mustanskiet al., estudo de 2002
Mustanski et al. examinaram a orientação sexual e a preferência manual em uma amostra de 382 homens (205 heterossexual; 177 homossexual) e 354 mulheres (149 heterossexual; 205 homossexual). Embora se tenha verificado que uma proporção significativamente maior de mulheres homossexuais eram canhotas em comparação com mulheres heterossexuais (18% vs. 10%), não foram encontradas diferenças significativas entre homens heterossexuais e homossexuais no que diz respeito à preferência de mão.

### Lippa, estudo de 2003
Lippa examinou a orientação sexual e a lateralidade em uma amostra de 812 homens (351 heterossexual; 461 homossexual) e 1.189 mulheres (707 heterossexual; 472 homossexual). Homens homossexuais tinham 82% mais probabilidade de não serem destros do que homens heterossexuais, mas não foram encontradas diferenças significativas entre mulheres heterossexuais e homossexuais em termos de destreza manual. Ao combinar homens e mulheres em uma grande amostra, os indivíduos homossexuais tinham 50% mais probabilidade de não serem destros do que os indivíduos heterossexuais.

### Blanchardet al., estudo de 2006
Blanchard et al. argumentaram que o efeito da ordem de nascimento fraterna (a probabilidade de um menino ser homossexual aumenta com o número de irmãos mais velhos que têm a mesma mãe biológica) parece ser limitado a homens destros. Além disso, o mesmo estudo indica que homens canhotos sem irmãos mais velhos têm maior probabilidade de serem homossexuais do que homens não destros que têm irmãos mais velhos. Como Blanchard et al. disseram em seu relatório,

As probabilidades de homossexualidade são maiores para homens que não têm preferência pela mão direita ou que têm irmãos mais velhos, em relação a homens que não têm nenhuma dessas características, mas as probabilidades para homens com ambas as características são semelhantes às probabilidades para homens que não têm nenhuma.

### Pesquisa da BBC
Em uma pesquisa multinacional online, descobriu-se que homens e lésbicas gays têm mais probabilidade de serem canhotos (13 e 11%, respectivamente) do que homens e mulheres heterossexuais (11% e 10%, respectivamente). Os bissexuais de ambos os sexos descreveram-se mais frequentemente como ambidestros do que os indivíduos gays ou heterossexuais do mesmo sexo (homens bissexuais: 12%; homens gays e heterossexuais: 8%; mulheres bissexuais: 16%; lésbicas: 12%; mulheres heterossexuais: 8%).

### Blanchard, 2008Arquivos de estudo de comportamento sexual
Um estudo subsequente de Blanchard descobriu que tanto os homens homossexuais destros como os homens heterossexuais canhotos tinham um número estatisticamente significativo de irmãos mais velhos, mas que não havia nenhum efeito observável significativo para os homens heterossexuais destros ou para os homens homossexuais canhotos.

### Blanchard, 2008 Estudo delateralidade
Blanchard discutiu maneiras pelas quais o efeito da ordem de nascimento fraterna e a lateralidade poderiam ser explicados em termos da hipótese imunológica materna. Nesse caso, presume-se que a mãe se torne mais imune aos antígenos masculinos a cada gravidez e, assim, produza um número maior de anticorpos "anti-masculinos". Ele sugere duas possibilidades: ou os fetos não destros são menos sensíveis aos anticorpos, ou as mães de fetos canhotos não os produzem, por alguma razão.

### Schwartzet al., estudo de redemoinho capilar de 2010
Em uma amostra incluindo 694 homens gays e 894 homens heterossexuais, descobriu-se que 13,9% dos homens gays e 15,9% dos homens heterossexuais não eram destros, uma diferença não significativa. O estudo replicou o "efeito do irmão mais velho" para homens homossexuais, mas, ao contrário de Blanchard (2006) (ver acima), descobriu que o efeito se aplicava tanto a homens gays destros como a canhotos, sendo, na verdade, mais forte para estes últimos do que para os primeiros.

### Kishida e Rahman, 2015
Em uma amostra de 478 homens heterossexuais e 425 homens homossexuais e gays apresentaram uma probabilidade significativamente maior de serem extremamente destros e não destros em comparação com homens heterossexuais.

### Lee Elliset al., 2016
Em uma amostra de estudantes universitários na Malásia e nos Estados Unidos, descobriu-se que a atração pelo mesmo sexo estava associada à canhotice entre as mulheres. Entre os homens, nenhuma correlação foi encontrada após o controle da etnia.

### Assexualidade
Um estudo de 2014 na Internet tentou analisar a relação entre autoidentificação como assexual, lateralidade e outros marcadores biológicos, em comparação com indivíduos de outros grupos de orientação sexual. Um total de 325 assexuais (60 homens e 265 mulheres), 690 heterossexuais (190 homens e 500 mulheres) e 268 não heterossexuais (64 homens e 204 mulheres) responderam a questionários on-line. O estudo afirma que homens e mulheres assexuados tinham 2,4 e 2,5 vezes, respectivamente, mais propensos a não serem destros do que seus equivalentes heterossexuais.